# دانيلا سوزا
دانيلا سوزا (بالبرتغالية: Danielle Souza‏) هي عارضة برازيلية، ولدت في 2 يناير 1981 في لاخيس في البرازيل.

## وصلات خارجية
- دانيلا سوزا على موقع IMDb (الإنجليزية)